# Lê Quang Ngọc
Lê Quang Ngọc, tên thường dùng là Lê Ngọc, sinh năm 1925 tại Hà Nội; được mệnh danh là “vua máy chữ” và là Hiệu trưởng Trường dạy đánh máy chữ đầu tiên của người Việt tại Hà Nội; là một trong số ít người vẽ chân dung cụ Hồ bằng máy đánh chữ cổ.

## Sự nghiệp
Lê Ngọc là học sinh Trường trung học Gia Long (Hà Nội), khi còn là học sinh, ông học thêm đánh máy chữ.
Năm 1945, ông tham gia lớp sinh viên cứu quốc và mở trường dạy đánh máy chữ đầu tiên của người Việt tại Hà Nội, ông vừa làm hiệu trưởng, vừa làm giáo viên duy nhất.
Giai đoạn 1947 - 1951, ông tham gia phong trào kháng chiến chống Pháp của học sinh, sinh viên Hà Nội với các hoạt động dùng máy đánh chữ riêng của mình đánh truyền đơn, các tài liệu cho tổ chức kháng chiến. Nơi ông dạy học trở thành cơ sở liên lạc của Thành ủy Hà Nội trong thời kỳ kháng chiến.
Năm 1952, nhân dịp kỷ niệm 61 năm ngày sinh Chủ tịch Hồ Chí Minh (19-5-1951), ông vẽ tranh chân dung lãnh tụ bằng chính những ký tự của máy đánh chữ cổ. Bức họa chân dung đặc biệt, hiếm hoi này đã được in ra nhiều bản để dải truyền đơn, làm khẩu hiệu ủng hộ kháng chiến, làm mẫu cho các bạn nữ sinh Hà Nội đan áo ấm gửi tặng các chiến sĩ ngoài vùng kháng chiến và đến nay, bức họa đã trở thành “huyền thoại” trưng bày ở một số nơi. Năm 1955, kháng chiến thành công, bức chân dung Bác Hồ do ông tạo đã được sao lại làm “kỷ vật kháng chiến” tặng cho nhiều đồng chí đại biểu Đảng Cộng sản Liên Xô, Trung Quốc khi sang thăm Việt Nam. Ngoài Bác Hồ, ông còn dùng máy đánh chữ tạo ra bức tranh chân dung của Lê-nin, Phi-đen Ca-xtrô, Lu-mum-ba, Mao Trạch Đông. Trong đó, bức chân dung Lê-nin đã được giải thưởng của Hãng thông tấn Novotsti (Nga); một số tác phẩm được các báo quốc tế giới thiệu xem là một nghệ thuật độc đáo.
Trong Chiến dịch Biên giới 1950, ông là người sử dụng luật mật mã theo quan điểm khoa học đầu tiên chế tác mật mã kỹ thuật quân sự cho Ban Cơ yếu Chính phủ để đánh truyền đơn tuyên truyền.
Sau năm 1975, ông đào tạo 2.500 cảnh sát viên toàn miền Bắc về nghiệp vụ đánh máy chứng minh thư.
Ông là tác giả hai cuốn sách “Tự học đánh máy chữ theo phương pháp 10 ngón” và "Phương pháp học đánh máy chữ tiếng Nga” và các Chương trình dạy đánh máy chữ tiếng Lào, Pháp, Anh…

## Gia đình
Ông có ba người con: Lê Quang Tiến, con trai cả, nguyên lãnh đạo Văn phòng tư vấn, Tổng Công ty tư vấn xây dựng Việt Nam; Lê Quang Đạt, giáo viên nhạc họa, người tiếp quản công việc Hiệu trưởng trường dạy đánh chữ Hà Nội sau khi ông nghỉ hưu; Lê Thanh Thúy, con gái út.